# کارینا دیومینسکایا
کارینا دیومینسکایا (انگلیسی: Karyna Dziominskaya; ۲۵ اوت ۱۹۹۴) کماندار زن اهل بلاروس بود.